# Giorno di San Giorgio
Il giorno di San Giorgio è una festività dedicata a San Giorgio celebrata da diverse chiese cattoliche e da diversi stati e città del quale San Giorgio è santo patrono.
Il giorno di San Giorgio è normalmente celebrato il 23 aprile. Nonostante ciò, le regole della Chiesa d'Inghilterra prescrivono che nessun santo patrono possa coincidere con la Pasqua, in questo caso le celebrazioni devono esser spostate alla settimana successiva. 
Il 23 aprile è la data tradizionalmente accettata della morte del santo durante la Persecuzione dei cristiani sotto Diocleziano del 303 d.C.
Per la Chiesa ortodossa, che usa il Calendario giuliano, questa data attualmente cade il 6 maggio del Calendario gregoriano.